# Tormod Knutsen
Tormod Knutsen (Eidsvoll, 7 januari 1932 - aldaar, 23 februari 2021) was een Noors noordse combinatieskiër. 

## Carrière
Knutsen was reserve tijdens de spelen van 1956 maar mocht deelnemen omdat Gunder Gundersen geblesseerd afhaakte, tijdens deze spelen werd Knutsen zesde. Knutsen was de favoriet voor olympisch goud in 1960 maar werd afgetroefd door de Duitser Georg Thoma. Vier jaar later haalde hij zijn revanche met het winnen van olympisch goud in Innsbruck. Na het seizoen 1963-1964 beëindigde Knutsen zijn carrière.

## Belangrijkste resultaten

### Olympische Winterspelen
| Editie | Plaats            | Resultaten     |
| ------ | ----------------- | -------------- |
| 1956   | Cortina d'Ampezzo | 6e individueel |
| 1960   | Squaw Valley      | individueel    |
| 1964   | Innsbruck         | individueel    |

### Wereldkampioenschappen noordse combinatie
| Jaar | Plaats            | Resultaten     |
| ---- | ----------------- | -------------- |
| 1956 | Cortina d'Ampezzo | 6e individueel |
| 1960 | Squaw Valley      | individueel    |
| 1962 | Zakopane          | 4e individueel |
| 1964 | Innsbruck         | individueel    |